# The Greatest Hits - Volume 3: Best of the Brother Years 1970-1986
The Greatest Hits - Volume 3: Best of the Brother Years 1970-1986 es un álbum de compilación por el grupo estadounidense The Beach Boys, publicado el 1 de febrero de 2000 por Capitol Records. Es el tercero de una serie: lanzado meses después de The Greatest Hits - Volume 1: 20 Good Vibrations y The Greatest Hits - Volume 2: 20 More Good Vibrations.
El álbum es bastante abarcativo, tiene el primer sencillo emitido por Brother Records (de la década de 1970) "Add Some Music to Your Day", clásicos de la década, "Long Promised Road", "Surf's Up", "Marcella" y "Sail On, Sailor". También tiene algunas pistas menos conocidas, como "Susie Cincinnati" y "It's OK". Aunque el álbum toma reconocidas canciones del periodo 1970 a 1986, no posee composiciones de Dennis Wilson, cuando en ese periodo compuso algunas de sus mejores obras, que aparecen en los álbumes Carl and the Passions - "So Tough" (1972) y Holland (1973).

## Lista de canciones
1. "Add Some Music to Your Day" (Brian Wilson/Mike Love/Joe Knott) – 3:34
2. "Susie Cincinnati" (Al Jardine) – 2:57
  - Versión de sencillo
3. "This Whole World" (Brian Wilson) – 1:56
4. "Long Promised Road" (Carl Wilson/Jack Rieley) – 3:30
5. "Disney Girls (1957)" (Bruce Johnston) – 4:06
6. "'Til I Die" (Brian Wilson) – 2:40
7. "Surf's Up" (Brian Wilson/Van Dyke Parks) – 4:12
8. "Marcella" (Brian Wilson/Jack Rieley) – 3:53
9. "Sail On, Sailor" (Brian Wilson/Van Dyke Parks/Tandyn Almer/Ray Kennedy/Jack Rieley) – 3:18
10. "The Trader" (Carl Wilson/Jack Rieley) – 5:05
11. "California Saga (On My Way to Sunny Californ-i-a)" (Al Jardine) – 3:15
  - Versión de sencillo
12. "Rock and Roll Music" (Chuck Berry) – 2:27
  - Versión de sencillo
13. "It's OK" (Brian Wilson/Mike Love) – 2:07
  - Forma acelerada de sencillo
14. "Honkin' Down the Highway" (Brian Wilson) – 2:47
15. "Peggy Sue" (Jerry Allison/Norman Petty/Buddy Holly) – 2:15
16. "Good Timin'" (Brian Wilson/Carl Wilson) – 2:12
17. "Goin' On" (Brian Wilson/Mike Love) – 2:59
18. "Come Go with Me" (C.E. Quick) – 2:07
19. "Getcha Back" (Mike Love/Terry Melcher) – 3:02
20. "California Dreamin'" (John Phillips/Michelle Phillips) – 3:12

Bajo el título The Best of the Beach Boys: 1970–1986 en Reino Unido, incluye tres canciones adicionales que no se publicaron en la versión de estadounidense: "Tears in the Morning", "Here Comes the Night" (versión disco) y "Sumahama". Las últimas dos pistas son de L.A. (Light Album) de 1979.